# Determinant antigènic

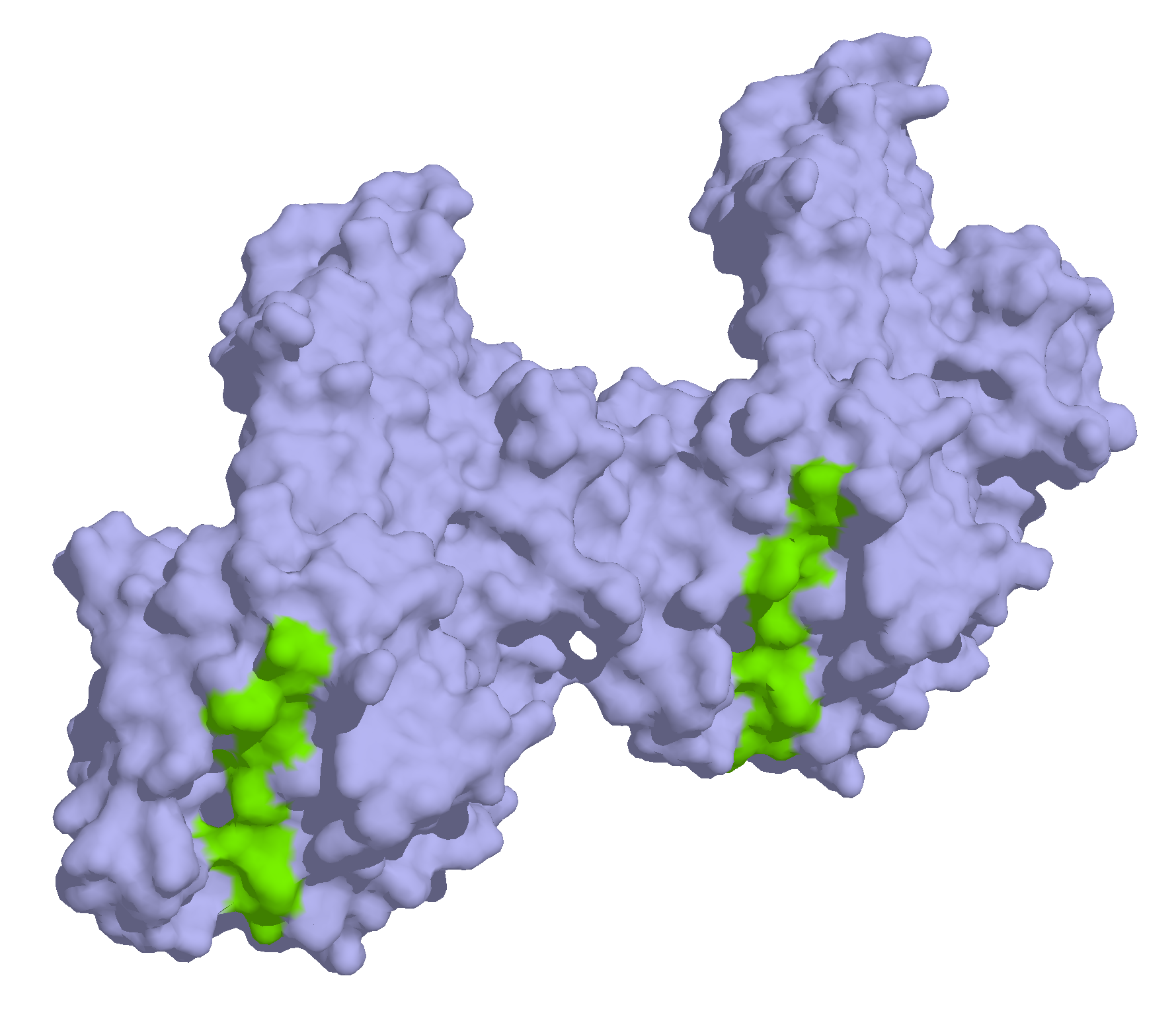
Estructura tridimensional dels epítops de la gliadina, mediadors de la Malaltia celíaca.

Un epítop o determinant antigènic és la porció d'una macromolècula que és reconeguda pel sistema immunitari, específicament la seqüència a la qual s'uneixen els anticossos, que són els receptors de limfòcits de cèl·lules B, o de les cèl·lules T, en estat soluble. Es creu que els epítops provenen de proteïnes no pròpies, però les seqüències que s'obtenen de l'hoste poden ser reconegudes poden ser també classificades com epítops.

## Classificació
Els epítops antígens de proteïnes es divideixen en dues categories: Epítops conformacionals i epítops linears, basant-se en la seva estructura i interacció amb el paràtop. Un epítop conformacional està compost per seccions discontínues de la seqüència d'aminoàcids
En contrast, els epítops linears interactuen amb al paràtop basant-se en la seva estructura primària. Un epítop linear està format per una seqüència contínua d'aminoàcids de l'antigen.

## Bioquímica
Els anticossos. ja siguin lliures o fixats a la matriu extracel·lular, s'uneixen a molècules antigèniques en una superfície d'unió, per formar així complexos antigen-anticòs. Aquestes superfícies d'unió sobre les macromolècules consten de seqüències complexes específiques anomenades determinants antigènics o epítops. La part d'un anticòs que reconeix l'epítop s'anomena paràtop. L'excepció són els epítops lineals, que són determinats per la seqüència d'aminoàcids (l'estructura primària) en lloc de per la forma 3D (estructura terciària) d'una proteïna.

## Immunologia
Els epítops de les cèl·lules T es presenten a la superfície d'una cèl·lula presentadora d'antigen, concretament a través de molècules del MHC. Els epítops de les cèl·lules T presentats per molècules MHC classe I són típicament pèptids d'entre 8 i 15 aminoàcids de longitud, mentre que les molècules MHC classe II presenten pèptids més llargs i les molècules MHC no clàssiques també presenten epítops no peptídics com els glucolípids.
Els epítops poden ser traçats usant microarrays de proteïnes, i amb les tècniques ELISPOT o ELISA.
Els epítops de vegades tenen reactivitat creuada. Aquesta propietat és explotada pel sistema immunitari en la regulació per anticossos anti-idiotípics (nom que va proposar originàriament el premi Nobel Niels Kai Jerne).
Actualment s'estan realitzant recerques intensives per tal de dissenyar eines fiables que prediran epítops en proteïnes.

## Bases de dades d'epítops
- MHCBN: Una base de dades d'epítops aglutinants MHC/TAP i cèl·lules T
- Bcipep: Una base de dades d'epítops de cèl·lules B
- SYFPEITHI - Primera base de dades en línia d'epítops de cèl·lules T
- IEDB - Base de dades d'epítops de cèl·lules T i B amb anotacions del context de reconeixement
- ANTIJEN - Base de dades d'epítops de cèl·lules T i B del Jenner Institute, Regne Unit Arxivat 2006-09-02 a Wayback Machine.
- IMGT/3Dstructure-DB - Estructures tridimensionals d'epítops de cèl·lules B i T amb anotació de IG i TR - IMGT, Montpeller, França Arxivat 2006-10-06 a Wayback Machine.